# بيدرو دي مندوزا
بيدرو دي مندوزا (بالإسبانية: Pedro de Mendoza)‏ هو مستكشف وعسكري إسباني، ولد في 1487 في وادي آش في إسبانيا، وتوفي في 23 يونيو 1537 في المحيط الأطلسي.

## وصلات خارجية
- بيدرو دي مندوزا على موقع الموسوعة البريطانية (الإنجليزية)